# Farges-lès-Chalon
Farges-lès-Chalon település Franciaországban, Saône-et-Loire megyében. Lakosainak száma 819 fő (2022. január 1.). Farges-lès-Chalon Fontaines, Champforgeuil, Mellecey és Fragnes-La Loyère községekkel határos.

## Népesség
A település népességének változása:
| Lakosok száma | 708  | 749  | 786  | 779  | 786  | 790  | 801  | 810  | 819  |
|               | 2013 | 2015 | 2016 | 2017 | 2018 | 2019 | 2020 | 2021 | 2022 |